# Nariaki Nakayama

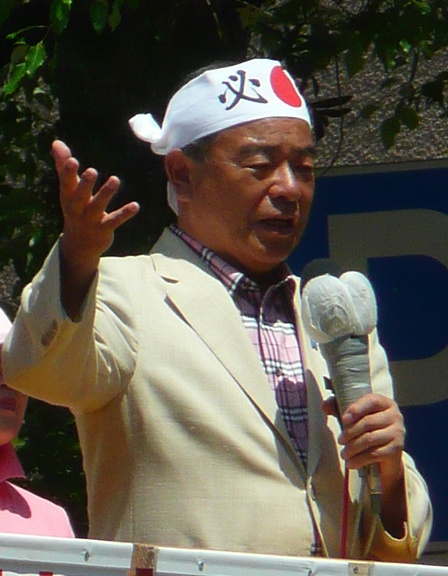
Nakayama im Wahlkampf zur Shūgiin-Wahl 2009

Nariaki Nakayama (jap. 中山 成彬 Nakayama Nariaki; * 7. Juni 1943 in Kobayashi, Präfektur Miyazaki) ist ein ehemaliger japanischer Politiker (LDP→Tachiagare Nippon→Ishin→Kokoro→Kibō→parteilos). Er gehörte mit mehreren Unterbrechungen zwischen 1986 und 2021 für insgesamt acht Wahlperioden dem Shūgiin an, dem Unterhaus des nationalen Parlaments. Als Mitglied der Liberaldemokratischen Partei (LDP), in der er der Machimura-Faktion angehörte, war er in den 2000er Jahren Bildungs- und Verkehrsminister. Nakayama steht der als revisionistisch geltenden Nippon Kaigi nahe.

## Leben
Nach Abschluss seines Studiums der Rechtswissenschaften an der Universität Tokio wurde Nakayama 1966 Beamter im Finanzministerium. Ab 1975 arbeitete er für drei Jahre für die Weltbank in Washington, D.C. Nach vier weiteren Jahren im Finanzministerium, zuletzt als Leiter des Ministersekretariats, wechselte er in die Politik.
Bei der Shūgiin-Wahl 1983 kandidierte Nakayama im 2. Wahlkreis Miyazaki (2 Sitze) erstmals für ein Abgeordnetenmandat, erreichte aber knapp nur den dritthöchsten Stimmenanteil. Erst im zweiten Anlauf gelang ihm 1986 der Sprung ins Parlament. Von 1990 bis 1991 war er parlamentarischer Staatssekretär (seimujikan) im Bildungsministerium.
Nachdem Nakayama 1993 abgewählt worden war, kehrte er bei der Shūgiin-Wahl 1996 nun im Einzelwahlkreis Miyazaki 1 zurück. 1999 übernahm er den Vorsitz im Shūgiin-Ausschuss für internationalen Handel und Industrie, 2001 wurde er Staatssekretär (fuku-daijin) im MITI. 2004 berief ihn Premierminister Jun’ichirō Koizumi als Minister für Bildung, Kultur, Sport, Wissenschaft und Technologie in sein zweites Kabinett. In seiner Amtszeit beförderte er den Schulbuchstreit, indem er Erwähnungen der von Japan im Zweiten Weltkrieg verschleppten Zwangsprostituierten („Trostfrauen“) aus Geschichtsbüchern für die Mittelschule entfernen ließ. Bei einer Kabinettsumbildung 2005 wurde er durch Kenji Kosaka ersetzt.
Im September 2008 übertrug ihm Premier Tarō Asō das Ministerium für Land, Infrastruktur und Verkehr in seinem ersten Kabinett. Nach Nakayamas erstem Interview als Minister wurden Rücktrittsforderungen gegen ihn laut, als er Japan als „homogen“ bezeichnete. Ähnliche Äußerungen hatten andere Politiker nach Protesten der Ainu in Bedrängnis gebracht. Nach heftig umstrittenen Äußerungen gegen die japanische Lehrergewerkschaft, kurz Nikkyōso, trat er am 28. September, nach vier Tagen im Amt, zurück.
Bei der Shūgiin-Wahl 2009 kündigte Nakayama zunächst einen Verzicht auf die Kandidatur an, trat dann als Unabhängiger an, verlor aber seinen Wahlkreis an den Unabhängigen Hidesaburō Kawamura (nach der Wahl zur DPJ-Fraktion). 2010 schloss er sich der Tachiagare Nippon von Shintarō Ishihara und Takeo Hiranuma an, für die er bei der Sangiin-Wahl 2010 über die landesweite Verhältniswahl antrat; er erhielt 60,358 Vorzugsstimmen und erreichte damit nur den vierten Listenplatz, die Partei gewann aber nur einen Verhältniswahlsitz. 2012 wurde Tachiagare Nippon Teil der Nippon Ishin no Kai von Tōru Hashimoto und Shintarō Ishihara. Für die neue Partei kandidierte er bei der Shūgiin-Wahl 2012: Zwar landete er im Wahlkreis Miyazaki 1 mit 19,6 % der Stimmen hinter den Kandidaten der großen Parteien auf dem dritten Platz; er konnte aber eines der vier Verhältniswahlmandate der Ishin no Kai in Kyūshū gewinnen. Im Sommer 2014 folgte Nakayama Ishihara in die Jisedai no Tō.
2014 blieb die Jisedai no Tō in allen elf Blöcken ohne einen einzigen Verhältniswahlsitz, im Block Kyūshū (21 Sitze) erhielt sie nur 2 % der Stimmen und Nakayama war abgewählt. Kurz vor der Wahl 2017 schloss er sich zusammen mit seiner Ehefrau der von der Tokioter Gouverneurin Yuriko Koike gegründeten Partei der Hoffnung an. Für diese wurde er im Verhältniswahlblock Kyūshū wieder ins Shūgiin gewählt. Nachdem er ab Mai 2019 Parteivorsitzender der nur noch aus zwei weiteren Abgeordneten bestehenden Kibō no Tō war, schloss er sich im Oktober 2020 als Parteiloser der Fraktion der Demokratischen Volkspartei an.
Zur Shūgiin-Wahl 2021 zog sich Nakayama aus der Politik zurück. Die „neue“/Rest-Partei der Hoffnung, deren einziger Nationalabgeordneter er zuletzt war, löste sich auf.

## Familie
Nakayamas Ehefrau Kyōko war Abgeordnete im Sangiin, dem nationalen Oberhaus, Ministerin und unter anderem Kokoro-Parteivorsitzende.